# 수상 인형극 (베트남)
수상 인형극(베트남어: Múa rối nước)은 11세기부터 시작된 북베트남의 홍 강 삼각주 유역에서 시작된 독특한 전통문화이다. 농민들이 수확의 기쁨을 나누기 위해 연못이나 호수에서 로이 누억라는 인형을 만들어 공연을 시작했다. 인형을 가슴까지 찬 물에서 다채롭게 움직인다. 이 인형들은 대나무와 실로 연결되어 사람들이 직접 조정한다. 인형극은 농민들의 일상 생활, 고기잡이, 소싸움 등을 우스꽝스럽게 재현한다. 주요 내용은 악귀로부터 농민과 농사일을 보호하여 풍년을 기원한다는 것이다. 총 18장으로 구성되며 남녀 7인으로 구성된 악단인 떼우가 전통 악기를 연주하며 흥을 돋운다.

## 개요
수상인형극이 처음 등장한 곳은 홍강 삼각주였다. 전설과 역사적 신화에 따르면 기원전 255년에 안즈엉브엉(安陽王)이 꼬로아 성(古螺城)을 세웠을 때 등장했다고 한다. 최초의 문헌 기록은 1121년에 세워진 리 왕조 시대의 제4대 왕의 비석에 등장했다. 옛날부터 명절이나 좋은 날에 베트남 사람들은 물 위에서 인형극을 공연하였다. 이 수상인형극은 2012년 베트남의 국가무형문화유산으로 지정되었다.
이 수상인형극의 테마는 농촌이며, 베트남 사람들의 정서가 강하게 녹아 있다. 이 극에서는 베트남 농촌 백성들의 일상이 할아버지로부터 손자에게 전해져 왔다. 수확, 고기잡이, 축제 등의 이야기가 그대로 반영되어 있다.
북부지방에서 지금도 수상인형극 문화가 여전히 유지되고 있고, 남부지방과 중부지방에서도 수상인형극은 공연되고 있다. 조사에 따르면 전국에 걸쳐 지아 마을, 차송 마을, 옌톤 마을 등 약 14개의 수상인형 전문 마을이 있고 조상의 아름다운 문화를 보존하려고 노력하고 있다.

## 공연

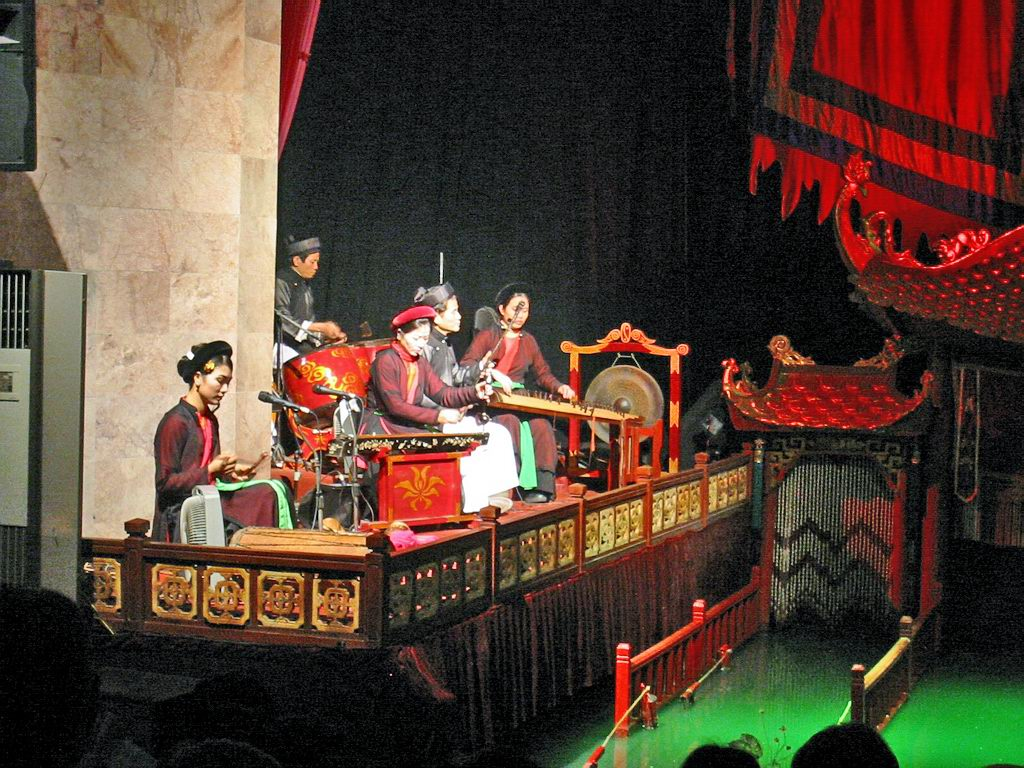
전통 음악과 노래를 연주하는 악단

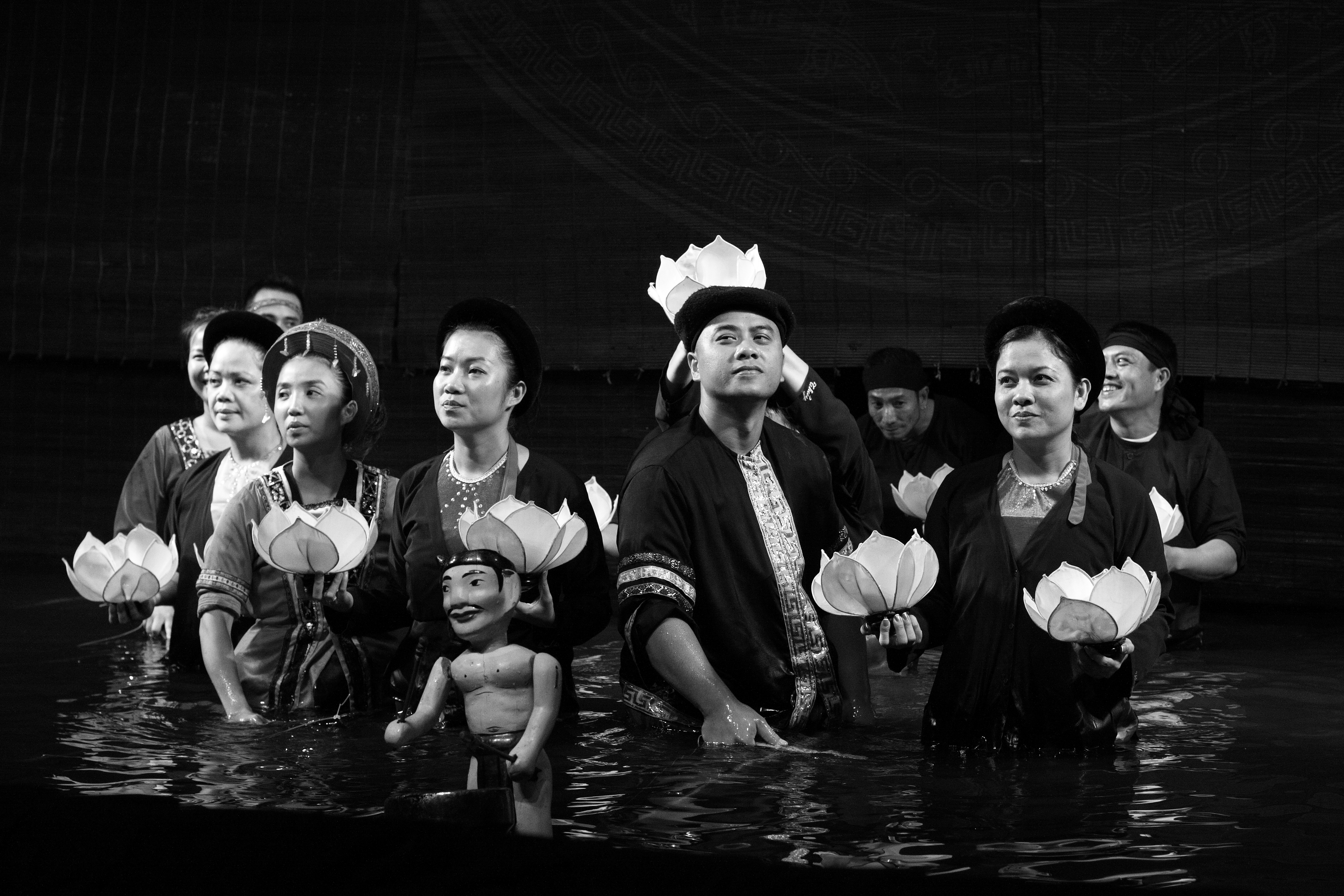
하노이의 수상인형극장

현대의 수상인형극은 4평방미터의 풀장의 물 위 무대에서 공연이 된다. 오늘날의 공연이 이뤄지는 곳은 세 곳 중 하나이다. 무대가 설치된 마을의 전통적인 연못 위에서 하거나, 이동식 공연을 위해 제작된 이동식 탱크 무대이거나, 또는 특별하게 제작된 세트 무대에서 진행된다.
사원의 정면과 닮은 대나무를 쪼개어 만든 대나무 무대 뒤에 선 8명의 인형조정사가 긴 대나무 막대와 끈 도구를 이용해 허리쯤 잠긴 물에서 인형을 조종한다. 인형은 등나무로 제작되며, 종종 무게가 15kg이 나가기도 한다.
베트남 사람들의 주식인 싹은 물을 댄 논에서 자란다. 원래의 수상인형극 축제는 글자그대로 논에서 개최되었는데, 인형을 조종하는 인형조정사를 숨기기 위해 탑을 세워서 가렸다. 물은 인형들의 무대가 되었으며, 곡물 수확과 연결되는 상징적인 매개체였다. 물은 또한 인형의 줄과 인형조정사의 동작을 숨겨주는 역할을 했고, 음악과 노래의 울림을 크게 해주며, 희미하게 빛나는 조명 효과를 주기도 하였다.
베트남 전통 악단은 배경음을 연주한다. 이러한 악기로는 북, 나무종, 심벌즈, 경적, 일현금인 반다우, 공, 대나무 피리 등이 이용된다. 대나무 피리의 청아하고, 단순한 음은 고즈넉함을 동반하고, 반면 북과 심벌즈는 불을 내뿜는 용의 등장을 시끄럽게 알려줄 것이다.
째오(chèo, 북베트남에서 유래된 오페라) 가수들은 인형이 연기하는 노래를 부른다. 연주자들과 인형은 공연이 진행되는 동안에는 일체가 된다. 연주자들은 위험에 빠진 인형에게 경고의 말을 외치거나, 또는 실의에 빠진 인형에게 격려의 말을 한다.
인형은 무대 양쪽 모두에서 등장하거나, 탁한 물 속에서 갑작스럽게 등장하기도 한다. 조명과 화려한 깃발이 무대를 장식하거나, 축제와 같은 분위기를 만들어 준다.

## 떼우

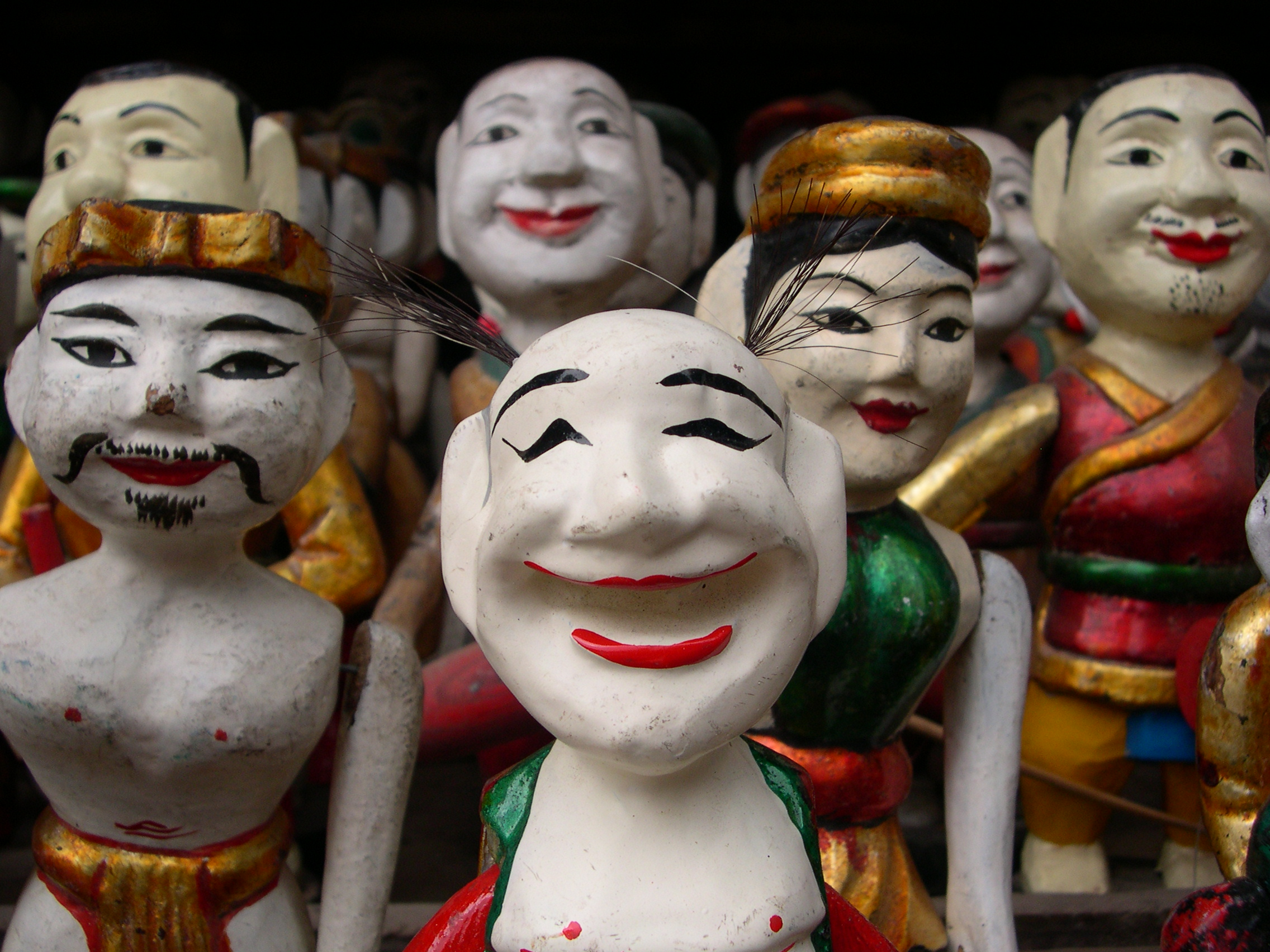
친숙한 가닥머리를 한 떼우

추 떼우는 우리 마당극의 마당쇠에 해당하는 인물로 가장 유명한 등장인물이다. 추(Chú)는 베트남어로 아재, 소년 정도의 뉘앙스를 띠는 말이며,  떼우(Tễu )는 고대 베트남어로 웃음이라는 뜻을 가진다. 그는 정치나 사회 현실, 특히 벼슬아치의 부패에 대해 해학적인 독설을 쏟아내는 어릿광대이다. 그의 외모는 똥똥한 체형에 항상 웃는 얼굴을 한 젊은이이며, 단추를 채우지 않는 저고리를 걸치거나 웃통을 벗고 나온다.

## 갤러리

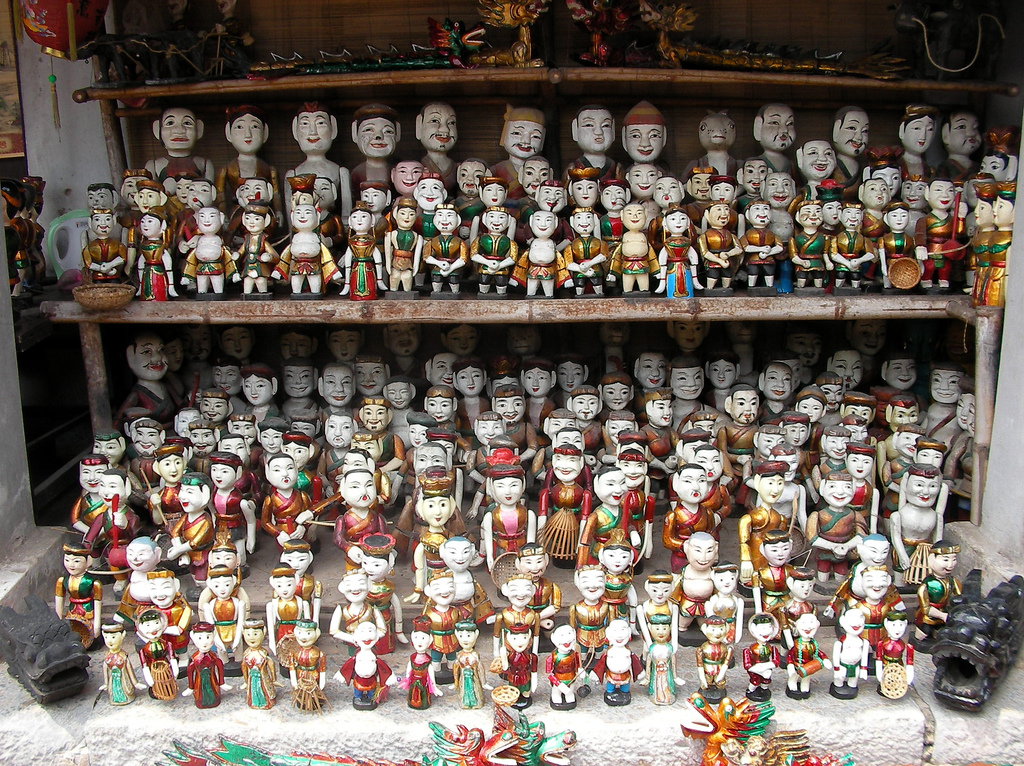
등장 인형들
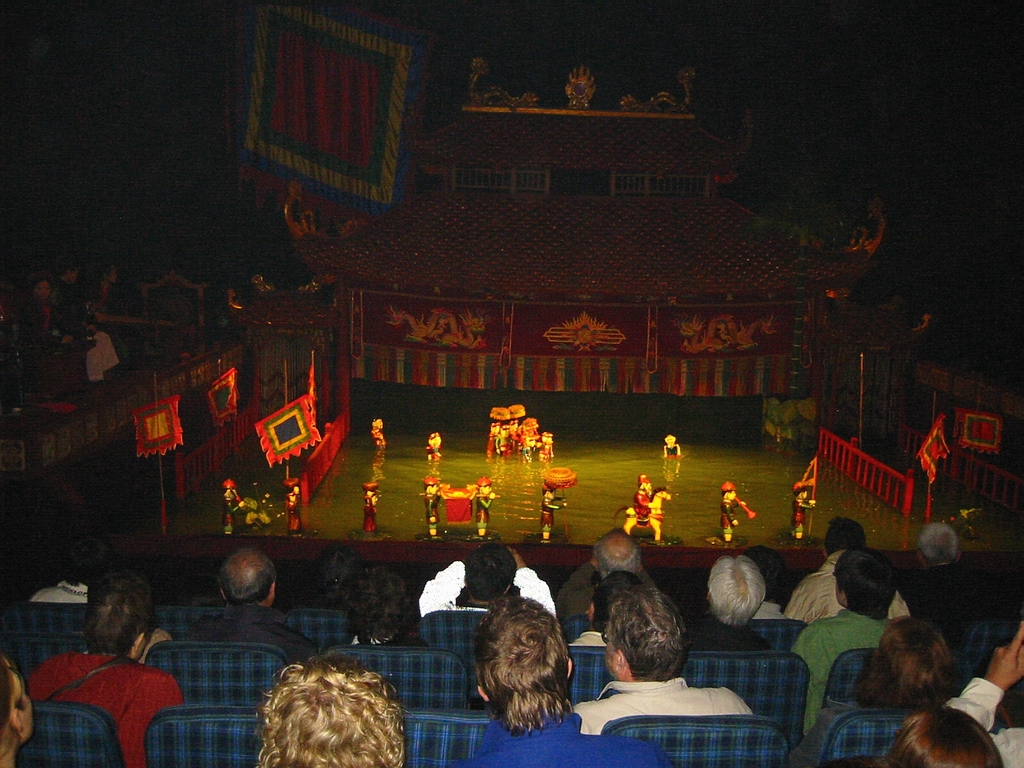
관객석에서 본 인형극
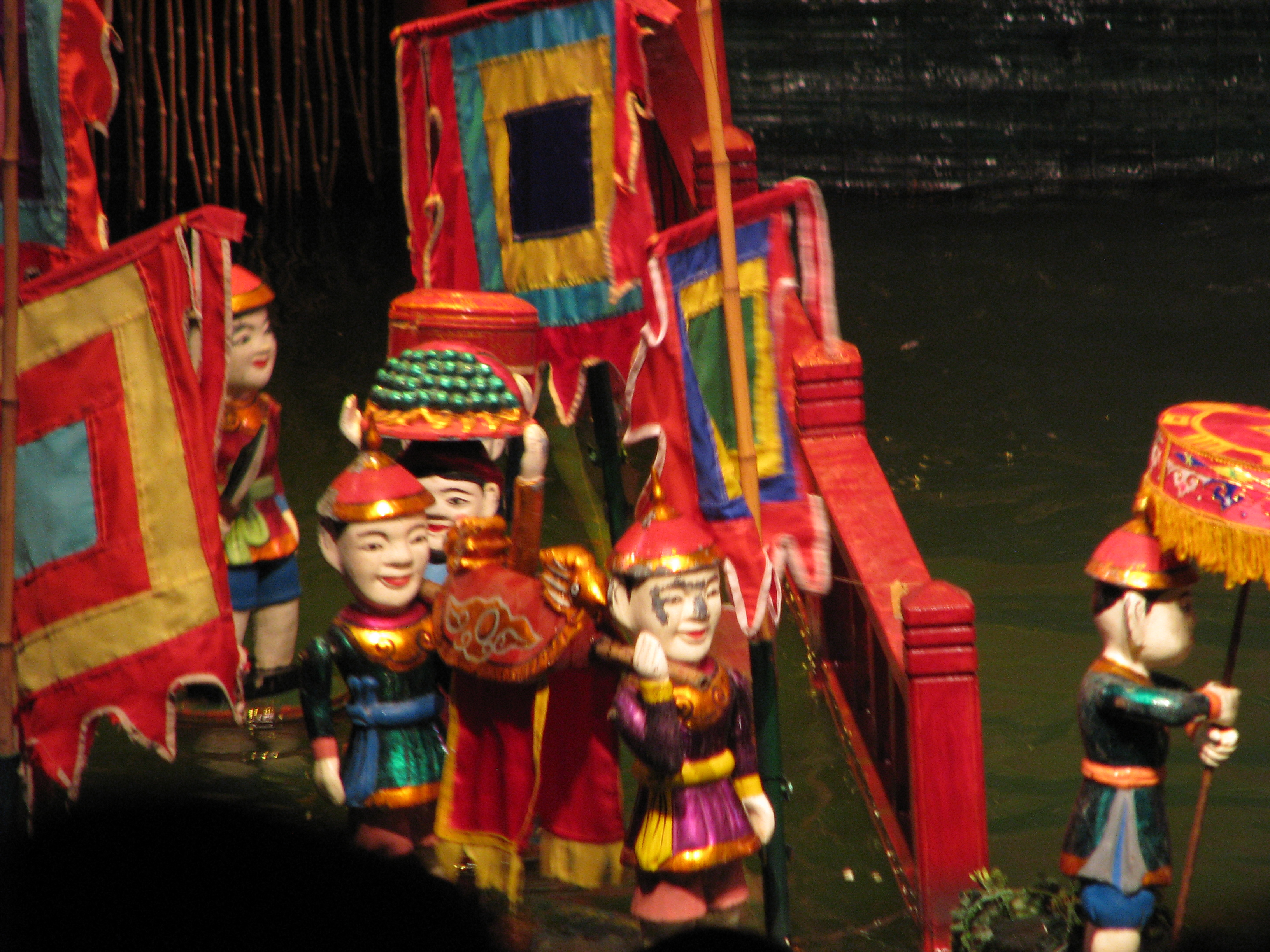